# بگر ۲۸۸
بگر ۲۸۸ یا همچنین تحت نام دیگر — بیل مکانیکی ۲۸۸ — یک چرخ‌بیل عظیم است که توسط شرکت آلمانی کروپ (شرکت) و به سفارش شرکت انرژی و معدن اروه‌ئه ساخته شد. این ماشین ۱۴ هزار تن وزن دارد و روزانه ۲۴۰ هزار تن زغال‌سنگ را استخراج می‌کند. هنگامی که ساخت آن در سال ۱۹۷۸ به پایان رسید، این چرخ‌بیل با وزن ۱۳۵۰۰ تن، توانست رکورد بیگ ماسکی (چرخ‌بیل عظیم دیگری) را تحت‌الشعاع قرار داده و به عنوان سنگین‌ترین وسیلهٔ نقلیه زمینی جهان قرار بگیرد. برای طراحی این چرخ‌بیل، ۵ سال زمان صرف شد و ۵ سال هم کار مونتاژ آن به طول انجامید که هزینهٔ حدود ۱۰۰ میلیون دلاری را در پی داشت.
بگر ۲۸۸، در اصل به منظور برداشتن گران‌بار، قبل از استخراج زغال‌سنگ در معدن سطحی هامباخ آلمان ساخته شد که می‌توانست روزانه ۲۴۰۰۰۰ تن زغال‌سنگ استخراج نماید. این میزان استخراج، معادل یک زمین فوتبال با عمق ۳۰ متر است زغال‌سنگ استخراج‌شده، همچنین در یک روز، ۲۴۰۰ واگن قطار مخصوص حمل زغال‌سنگ را پر می‌کند. طول این سازهٔ عظیم ۲۲۰ متر و ارتفاع آن، تقریباً ۹۶ متر است. باگر ۲۸۸ در هنگام عملیات، به ۱۶/۵۶ مگاوات برق نیاز دارد و می‌تواند با سرعت ۲ تا ۱۰ متر (۶٫۶ تا ۳۲٫۸ فوت) در دقیقه، حرکت کند.